# Ban Pong (huyện)

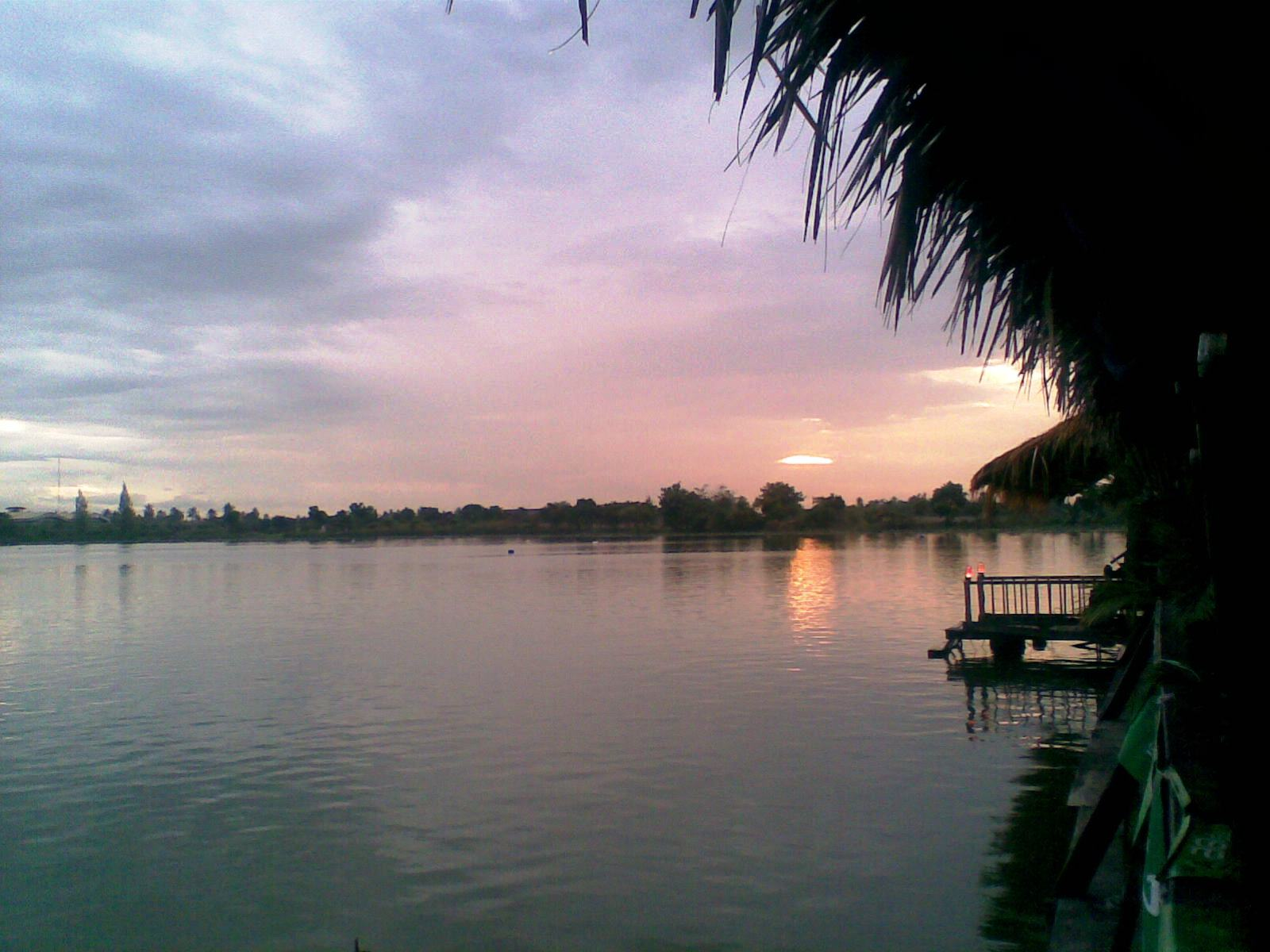
Bueng, Nong Kop, Ban Pong

Ban Pong (tiếng Thái: บ้านโป่ง) là một huyện (amphoe) của tỉnh Ratchaburi, Thái Lan. Huyện này nằm ở đông bắc tỉnh.

## Địa lý
Các huyện giáp ranh (từ phía bắc theo chiều kim đồng hồ) là: Tha Muang và Tha Maka của tỉnh Kanchanaburi, Kamphaeng Saen và Mueang Nakhon Pathom của tỉnh Nakhon Pathom, và Photharam của tỉnh Ratchaburi.

## Hành chính
Huyện này được chia thành 15 phó huyện (tambon), các đơn vị này lại được chia ra thành 182 làng (muban). Ban Pong là một thị xã (thesaban mueang) nằm trên toàn bộ tambon Ban Phong. Có 3 thị trấn (thesaban tambon) - Tha Pha nằm trên toàn bộ tambon Tha Pha và một phần của Pak Raet, Krachap nằm trên một phần của Nong O và Don Krabueang, còn Huai Krabok nằm trên một phần của Krap Yai. 14 Tổ chức hành chính tambon quản lý các khu vực phi thành thị.
| Nr. | Tên           | Tên Thái   |  |  |     |              |            |  |
| 1.  | Ban Pong      | บ้านโป่ง     |  |  | 9.  | Nakhon Chum  | นครชุมน์     |  |
| 2.  | Tha Pha       | ท่าผา       |  |  | 10. | Ban Muang    | บ้านม่วง     |  |
| 3.  | Krap Yai      | กรับใหญ่     |  |  | 11. | Khung Phayom | คุ้งพยอม     |  |
| 4.  | Pak Raet      | ปากแรต     |  |  | 12. | Nong Pla Mo  | หนองปลาหมอ |  |
| 5.  | Nong Kop      | หนองกบ     |  |  | 13. | Khao Khlung  | เขาขลุง     |  |
| 6.  | Nong O        | หนองอ้อ     |  |  | 14. | Boek Phrai   | เบิกไพร     |  |
| 7.  | Don Krabueang | ดอนกระเบื้อง |  |  | 15. | Lat Bua Khao | ลาดบัวขาว   |  |
| 8.  | Suan Kluai    | สวนกล้วย    |  |  |     |              |            |  |